# Томас Іглтон
Томас Френсіс Іглетон (англ. Thomas Francis Eagleton; нар. 4 вересня 1929, Сент-Луїс — пом. 4 березня 2007, у тому ж місті) — американський політик-демократ, сенатор від штату Міссурі з 1968 по 1987 і кандидат від Демократичної партії у віце-президенти США з 13 липня по 1 серпня 1972.

## Біографія
Томас Іглтон був сином Марка Д. Іглтон, політика з Міссурі, який був кандидатом на посаду мера Сент-Луїса.
Після двох років служби у ВМС США, він навчався у Гарвардській школі права.
У 1956 році він одружився з Барбарою Енн Сміт, з якою мав сина, Теренс, який народився у 1959] році, і доньку, Крістін, яка народилася у 1960 році.
У 1956 році він був обраний прокурором міста Сент-Луїс.
У 1960 році, у віці всього 31, він був обраний генеральним прокурором штату.
У 1964 році він був обраний віце-губернатором Міссурі і став сенатором від Міссурі у 1968 році. Протягом цього періоду, між 1960 і 1966, він був тричі госпіталізований у психіатричну лікарню і лікувався електрошоком.
Він був кандидатом у віце-президенти (у парі з Джорджем Макговерном) від Демократичної партії на президентських виборах 1972 року, але після опублікування у газетах фактів його перебування у психіатричних лікарнях і чутки про його алкоголізм змусили Макговерна замінити його на Сарджента Шрайвера 1 серпня 1972.
Іглетон згодом переобирався до Сенату у 1974 і 1980 роках, залишив національну політику у 1986 році.
У 1987 році Іглетон став адвокатом у Сент-Луїсі і почав кар'єру політичного коментатора і професор права в Університеті Вашингтона у Сент-Луїсі.
У січні 2001 року він виступив невдало проти, разом з іншими демократами Міссурі, призначення колишнього губернатора штату Міссурі і сенатора Джона Ешкрофта на посаду генерального прокурора Сполучених Штатів в адміністрацію Джорджа Буша.
Томас Іглтон помер 4 березня 2007 від респіраторних ускладнень після хвороби серця.